# بروتين معدل لنشاط المستقبل 1
بروتين معدل لنشاط المستقبل 1 (بالإنجليزية: Receptor activity modifying protein 1)‏ وتعرف اختصارًا RAMP1 هو بروتين يُشَفر بواسطة جين RAMP1 في الإنسان.